# Number, Please?

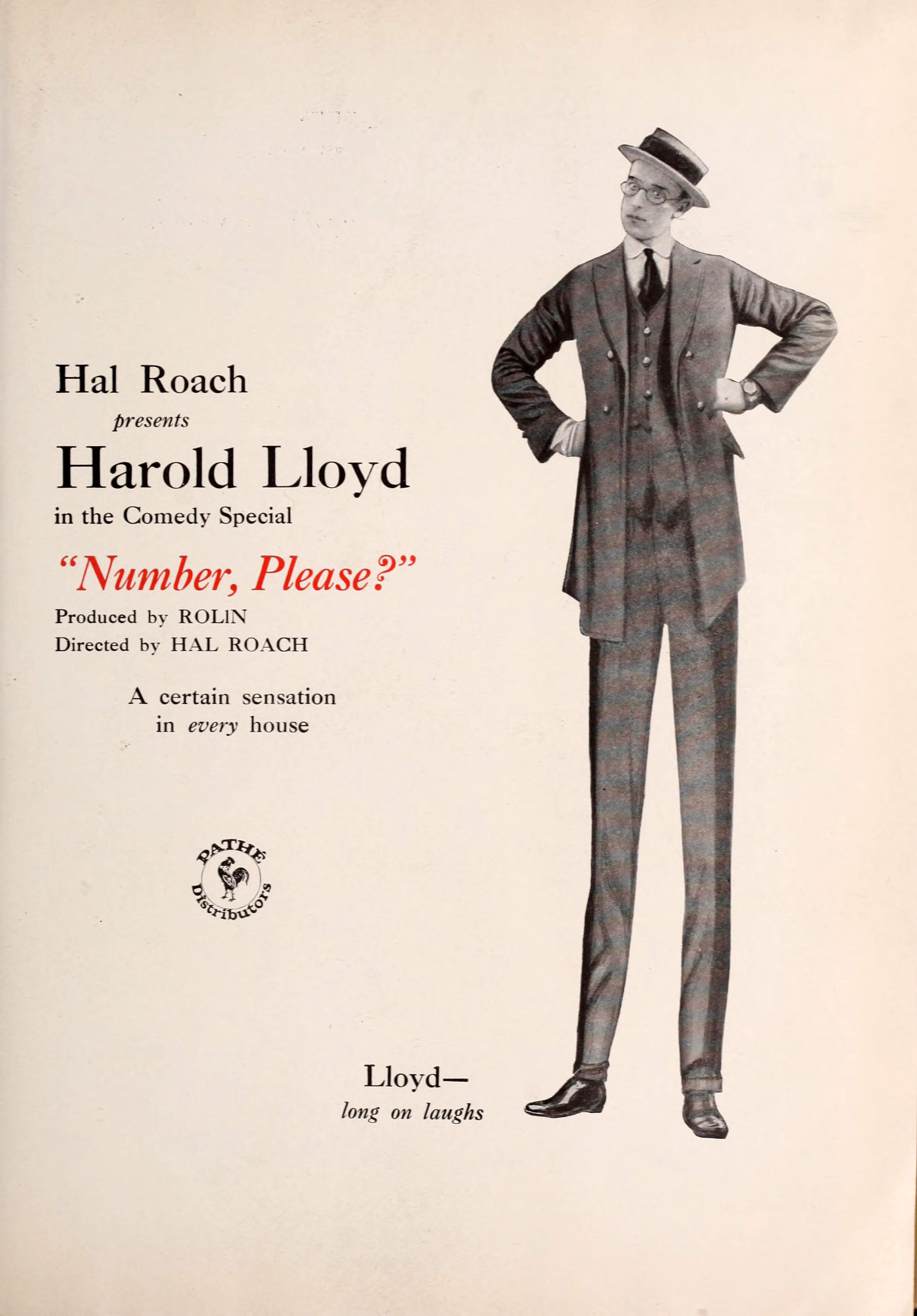
Advertentie, 1921

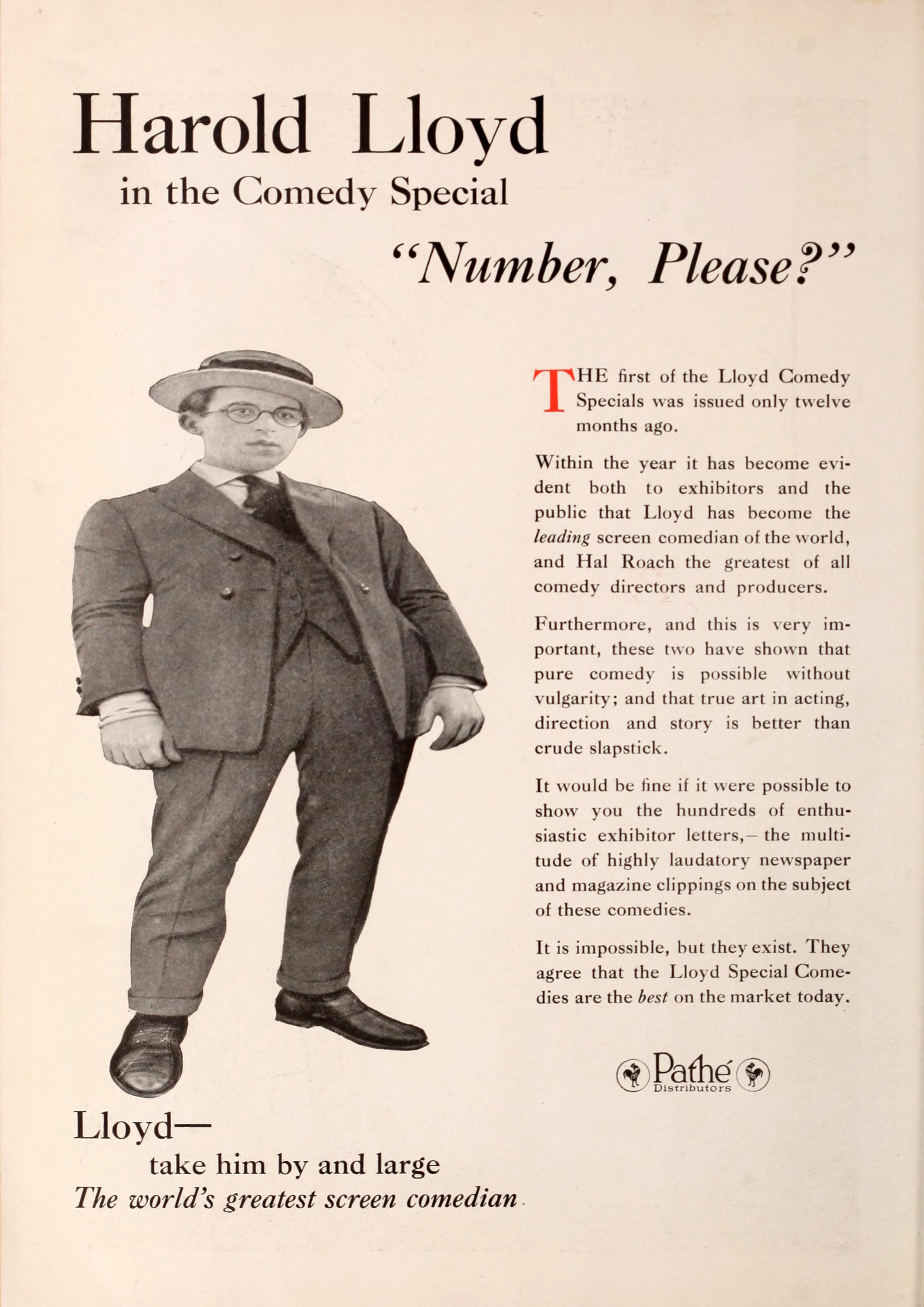
Advertentie, 1921

Number, Please? is een korte stomme film uit 1920 onder regie van Fred C. Newmeyer en Hal Roach.

## Rolverdeling
| Acteur        | Personage |
| ------------- | --------- |
| Harold Lloyd  | The Boy   |
| Mildred Davis | The Girl  |
| Roy Brooks    | The Rival |